# Zapytanie poselskie
Zapytanie poselskie – jedna z form polskiej kontroli parlamentarnej.
Polega na skierowaniu pisemnego zapytania przez posła lub grupę posłów  na Sejm RP do rządu lub konkretnego ministra, do prezesa NIK lub do prezesa NBP. Istnieje ustawowy obowiązek udzielenia na nie odpowiedzi pisemnej w terminie 21 dni. W odróżnieniu od interpelacji poselskiej, zapytanie nie może być połączone z debatą.